# Роскошное (Кировоградская область)
Роско́шное (укр. Розкішне) — село в Голованевской поселковой общине Голованевского района Кировоградской области Украины.
Население по переписи 2001 года составляло 301 человек. Почтовый индекс — 26550. Телефонный код — 5252. Занимает площадь 2,227 км². Код КОАТУУ — 3521486501.
В селе родился Герой Советского Союза Александр Каневский.